# Mamerkus Emiliusz Lepidus Livianus
Mamerkus Emiliusz Lepidus Livianus (Mamercus Aemilius Lepidus Livianus, Mam. f. M. n.) – wnuk konsula w 158 p.n.e. Marka Emiliusza Lepidusa. Jak świadczy przydomek (agnomen), został adoptowany do rodu Emiliuszy z rodu Liwiuszy. 
Był pretorem w 81 p.n.e.; konsulem w 77 p.n.e. wraz z Decimusem Juniuszem Brutusem. Należał do partii arystokratycznej. Swetoniusz wymienia go jako jedną z wpływowych osób, które wpłynęły na Sullę, by ten oszczędził życie młodego Cezara. 
Nie został wybrany konsulem w pierwszym podejściu, gdyż uważano, że mimo bogactwa uchylił się od urzędu edyla, chcąc uniknąć wiążących się z tym wydatków. Cenzorzy roku 70 p.n.e. wybrali go na przewodniczącego senatu (princeps senatus).